# Caligus confusus
Caligus confusus är en kräftdjursart som beskrevs av Pillai 1961. Caligus confusus ingår i släktet Caligus och familjen Caligidae. Inga underarter finns listade i Catalogue of Life.